# Maurice-Théodore Mitrecey
Maurice-Théodore Mitrecey né à Paris (2ème) le 2 janvier 1869 et mort à Florence le 20 janvier 1894 est un peintre français.

## Biographie
Fils d'Alphonse-François Mitrecey, fabricant de fleurs artificielles, et d'Angélique Chennevière, Maurice-Théodore Mitrecey est d'abord élève à l'Académie Jullian, puis entre à l'École des beaux-arts de Paris en février 1888 dans les ateliers d'Eugène Thirion, Jules Lefebvre et Tony Robert-Fleury. Il participe au concours de l'esquisse peinte avec Jésus apaisant la tempête (1888), de la figure peinte (1891) et de la demi-figure peinte (1893). Après avoir échoué au concours du prix de Rome en 1892 (Job et ses amis), il remporte le prix de Rome l'année suivante avec Samson tournant la meule (1893) et reçoit la même année le prix Leprince. Il présente un Portrait de femme au salon de 1893, et participe au Salon des Indépendants. 
Il dessine et peint des scènes des guerres indiennes (Western military Landscape, 1892) et des scènes de l'Ancien Testament. 
Il meurt sur la route le menant à Rome, à Florence le 20 janvier 1894.